# برايان بيركنز
برايان بيركنز (بالإنجليزية: Brian Perkins)‏ هو مذيع ‏ نيوزيلندي، ولد في 11 سبتمبر 1943 في وانجانوي في نيوزيلندا.

## وصلات خارجية
- برايان بيركنز على موقع IMDb (الإنجليزية)
- برايان بيركنز على موقع ميوزك برينز (الإنجليزية)
- برايان بيركنز على موقع ديسكوغز (الإنجليزية)